# Diplazon varicoxa
Diplazon varicoxa là một loài tò vò trong họ Ichneumonidae.